# مانخان (خوفد)
شهرستان مانخان (به زبان مغولی: Манхан сум، [Manxan sum]؛ ᠮᠠᠩᠬᠠᠨ ᠰᠤᠮᠤ، [maŋqan sumu]) یک شهرستان (سُوم) در مغولستان است که در استان خوفد واقع شده‌است. مانخان ۴٬۳۳۰ کیلومتر مربع مساحت دارد.

## تقسیمات اداری
شهرستان مانخان متشکل از ۶ قصبه (باغ) می‌باشد، شامل:
- اولان‌خوره (مغولی: Улаан хүрээ баг، [Ulaan xüree bag]؛ ᠤᠯᠠᠭᠠᠩ ᠬᠦᠷᠢᠶ᠎ᠡ ᠪᠠᠭ، [ulaɣan küriy-e baɣ])
- بایان‌غول (مغولی: Баянгол баг، [Bajangol bag]؛ ᠪᠠᠶᠠᠨ ᠭᠣᠤᠯ ᠪᠠᠭ، [bayan ɣoul baɣ])
- بوتغون (مغولی: Ботгон баг، [Botgon bag]؛ ᠪᠣᠲᠤᠭᠤᠨ ᠪᠠᠭ، [botuɣun baɣ])
- تاخیلت (مغولی: Тахилт баг، [Taxilt bag]؛ ᠲᠠᠬᠢᠯᠲᠤ ᠪᠠᠭ، [taqiltu baɣ])
- توگروگ‌غول (مغولی: Төгрөг гол баг، [Tögrög gol bag]؛ ᠲᠥᠭᠦᠷᠢᠭ ᠭᠣᠣᠯ ᠪᠠᠭ، [tögürig ɣoul baɣ])
- جِرِگ‌غول (مغولی: Зэрэг гол баг، [Zereg gol bag]؛ ᠵᠡᠷᠭᠡ ᠭᠣᠣᠯ ᠪᠠᠭ، [jerge ɣoul baɣ])